# 大叶藤生小煤炱
大叶藤生小煤炱（学名：Meliola tinomisciicola）是属于小煤炱目小煤炱科小煤炱属的一种真菌，寄生在大叶藤上。该种分布于中国。